# Mounia (prénom)
Pour le mannequin Mounia, voir Mounia (mannequin).
Mounia (مونيا mūnyā) est un prénom féminin d'origine nord-africaine, on le retrouve essentiellement en Algérie et au Maroc. Dérivé de l'arabe, venu de أمنية (ʿumniya). Il signifie le désir, le vœu, le rêve, et l'espoir.